# Leslie Charteris
Leslie Charteris (született Leslie Charles Bowyer-Yin) (Szingapúr, 1907. május 12. – Windsor, 1993. április 15. vagy 1993. március 15.) az Amerikai Egyesült Államokban alkotó kínai–angol krimiíró.
Az 1928-ban írt Találkozás a Tigrissel (Meet the Tiger), majd az 1930-as Az Angyal elindul (Enter the Saint) regénye címszereplője, Simon Templar antihős tette gazdaggá és népszerűvé, főként azután, hogy a kis (televíziós) képernyőn Roger Moore, majd később Ian Ogilvy; a moziban pedig Val Kilmer is megszemélyesítette.

## Életrajz
Szingapúrban, a brit koronagyarmaton született egy állítólag Sang-dinasztia-leszármazott sikeres kínai orvos és egy angol nő gyermekeként. Magániskolába járt, ahol már 17 írása megjelent a diákújságban. A középiskola után családnevét hivatalosan Charterisra változtatta. Cambridge-ben jogot hallgatott, ám tanulmányait félbehagyta. Az első sikeres könyvei A végzetes ajándék (X Esquire) 1927-ben, az Találkozás a Tigrissel (Meet the Tiger) 1928-ban, majd Az Angyal elindul (Enter the Saint) címen 1930-ban jelentek meg. Utóbbi kettő főszereplője egy bizonyos Simon Templar volt, akinek ST monogramja a saint (szent) rövidítése. Ezt fordították magyarul Angyalnak. 1930-ban már két regénye és hat története jelent meg a Szenttel, és az 1960-as évekig, néhány novellát kivéve, mindig Simon Templar kalandjait írta meg. 1932-ben, mint sok brit szerző az Egyesült Államokban telepedett le és Hollywoodban próbált forgatókönyvíróként megélni. Többek között egy Sherlock Holmes rádiójáték-sorozatot is írt, amelyet a jól ismert Basil Rathbone és Nigel Bruce filmes páros játszott. Amikor az 1930-as évek végén megfilmesítették a Saint kalandjait, ő maga is írt néhány forgatókönyvet. 1938-ban Louis Hayward volt a főhőse A Saint New Yorkban, míg 1939-ben George Sanders A Szent visszavág című filmeknek.
Az amerikai állampolgárságot 1942-ben szerezte meg, miután ázsiai származása miatt sokáig ez nem volt lehetséges. A háború után elhagyta Hollywoodot, és a Suspense folyóirat szerkesztője lett. Később, 1953 és 1967 között megjelentette a The Saint Mystery magazint. 1963-ban jelent meg utolsó saját Simon Templar-története, 1964-től pedig más szerzők vették át a sorozat folytatását. Az 1970-es évek elején két regényben újra együtt dolgozott Fleming Lee-vel, aki mint ő maga is tagja volt a Mensa, rendkívüli tehetségek klubjának, amely a különösen magas IQ-jú emberek gyűjtőhelye.
1992-ben a brit Krimiírók Szövetsége (CWA) neki ítélte a Cartier Diamond Dagger-életműdíjat, amely a legnagyobb megtiszteltetés volt irodalmi tevékenysége elismerésére.
Kiterjedt érdeklődési köre abban is megmutatkozott, hogy alkalmanként írt cikkeket a Gourmet magazin számára, kiadott egy könyvet a spanyol nyelvtanról, és lefordított egy könyvet a bikaviadalról. 1972-ben jelent meg könyve az általa feltalált egyetemes jelölőnyelvről, a Paleneóról. Ezt követően nyugalomba vonult, és 1993-ban bekövetkezett haláláig Angliában és Franciaországban élt.

### Magánélete
Első felesége Pauline Schishkin, egy orosz diplomata lánya volt, akit 1931-ben vett feleségül, és aki egyetlen gyermekének, Patricia Ann-nek az anyja volt. 1937-ben elváltak. Barbara Meyerrel (1938–1943) és Elizabeth Borsttel (1943–1951) kötött házassága szintén válással végződött. Audrey Long (1922–2014) színésznő 1952–től haláláig volt a felesége.

## Magyarul
- A szőke bosszú (She Was a Lady); ford. Aszlányi Károly; Nova, Bp., 1935 (A Nova kalandos regényei, 6.)
- Izgalom a fürdőhelyen (Meet the Tiger, 1928); ford. Aszlányi Károly; Nova, Bp., 1935 (A Nova kalandos regényei, 10.)
  - Találkozás a Tigrissel. Angyal kalandjai címmel is; ford. Aszlányi Károly; Novák, Bécs, 1967; Fapadoskonyv.hu, Bp., 2010
- Az Angyal New-Yorkban; ford. Torday György; Nova, Bp., 1936 (A Nova kalandos regényei, 14.)
- Hárman az Ördög ellen. Az Angyal újabb kalandjai; ford. Tábori Pál; Nova, Bp., 1936 (A Nova kalandos regényei, 31.)
- Párbaj az ördöggel (The Last Hero); ford. Tábori Pál; Nova, Bp., 1937 (A Nova kalandos regényei, 34.)
- Halálos hajsza. Az Angyal újabb kalandjai (Knight Templar); ford. Tábori Pál; Nova, Bp., 1937 (A Nova kalandos regényei, 43.)
- Kincsek a tengerben; ford. Tábori Pál; Nova, Bp., 1938 (A Nova kalandos regényei, 54.)
- 400.000 font főnyeremény; ford. Tábori Pál; Nova, Bp., 1940 (A Nova kalandos regényei, 109.)
- Lesújt az Angyal (Prelude for War); ford. Gergely György; Nova, Bp., 1941 (A Nova kalandos regényei, 141.)
- Az Angyal új kalandjai (Alias the Saint); ford. Tábori Kornél; Nova, Bp., 1941 (A Nova kalandos regényei, 150.)
- Az Angyal elindul (Enter the Saint, 1930); ford. Tábory György; Nova, Bp., 1941 (A Nova kalandos regényei, 153.)
- Az Angyal beavatkozik (Once More the Saint); ford. Tábori Kornél; Nova, Bp., 1941 (A Nova kalandos regényei, 157.)
- Mr. Teal lecsúszik (The Misfortunes of Mr. Teal); ford. Tábori Kornél; Nova, Bp., 1941 (A Nova kalandos regényei, 162.)
- Az Angyal nyomoz (The Saint Goes On); ford. Tábori Kornél; Nova, Bp., 1941 (A Nova kalandos regényei, 166.)
- Rettegj, alvilág! (Holy Terror); ford. vitéz Gozmány László; Nova, Bp., 1941 (A Nova kalandos regényei, 170.)
- Az Angyal háborúja (Featuring the Saint); ford. vitéz Gozmány László; Nova, Bp., 1942 (A Nova kalandos regényei, 177.)
- Az ördögi repülőgép (Boodle); ford. Gozmány László; Nova, Bp., 1942 (A Nova kalandos regényei, 182.)
- Mr. Teal meglepődik (The Brighter Bucaner); ford. Bodor György; Nova, Bp., 1942 (A Nova kalandos regényei, 186.)
- A végzetes ajándék (X Esquire); ford. vitéz Gozmány László; Nova, Bp., 1942
- Az „Angyal” (The Ace of Knaves); ford. vitéz Gozmány László; Nova, Bp., 1942
- Az Angyal bosszúja. Simon Templar kalandjai; ford. Trethon Judit; Mahir–RTV, Bp., 1990 (Denevér könyvek)
- Az Angyal menekül. Simon Templar kalandjai; ford. Tábori Pál; Mahir–RTV, Bp., 1990 (Denevér könyvek)
- Az Angyal a Scotland Yard ellen / Az Angyal beavatkozik. Simon Templar kalandjai; ford. Révész Györgyné, Trethon Judit; Mahir–RTV, Bp., 1990 (Denevér könyvek)
- Az Angyal az ördög ellen. Simon Templar kalandjai; ford. Horváth Gabriella; Mahir–RTV, Bp., 1990 (Denevér könyvek)

## Bibliográfia
- Burl Barer, The Saint: A Complete History in Print, Radio, Film and Television 1928–1992. Jefferson, N.C.: MacFarland, 2003 (első kiadás: 1992)
- The Detective in Hollywood, Jon Tuska, 1978 ISBN 0-385-12093-1

## További információ
- Hivatalos oldal
- Leslie Charteris a PORT.hu-n (magyarul)
- Leslie Charteris az Internet Movie Database-ben (angolul)
- Leslie Charteris official site Archiválva 2010. március 24-i dátummal a Wayback Machine-ben
- The Saintly Bible The Saint site